# Список умерших в 1034 году
В этой статье представлен список известных людей, умерших в 1034 году.
См. также: Категория:Умершие в 1034 году

## Январь
- Матильда Франконская — германская принцесса, дочь императора Конрада II, невеста наследника французского престола, будущего Генриха I

## Февраль

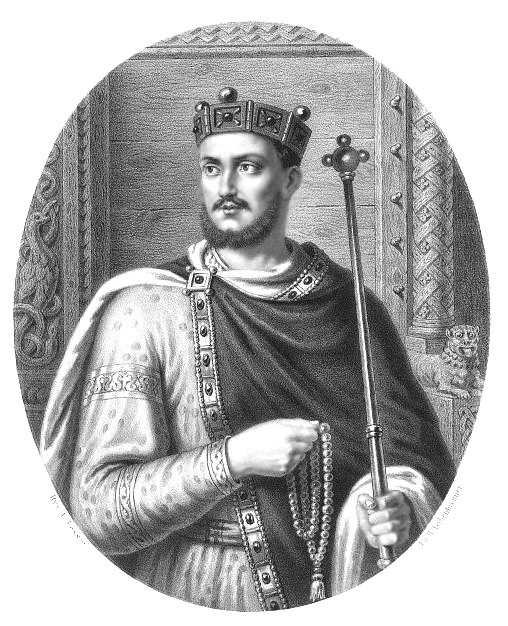
Мешко II

- 21 февраля — Авизе Нормандская — герцогиня-консорт Бретани (996—1008), жена герцога Жоффруа I

## Апрель
- 10 апреля — Варманн[нем.] — епископ Констанца (1026—1034)
- 11 апреля — Роман III Аргир — византийский император с 1028 года, убит

## Май
- 10 мая — Мешко II Ламберт — король Польши (1025—1031), князь Польши (1032—1034)
- 21 мая — Эццо — пфальцграф Лотарингии с 994 года.

## Октябрь
- 25 октября — Токчон — король Корё с 1031 года.
- 29 октября — Ульрик Манфред II — маркграф Турина с 1000 года.

## Ноябрь

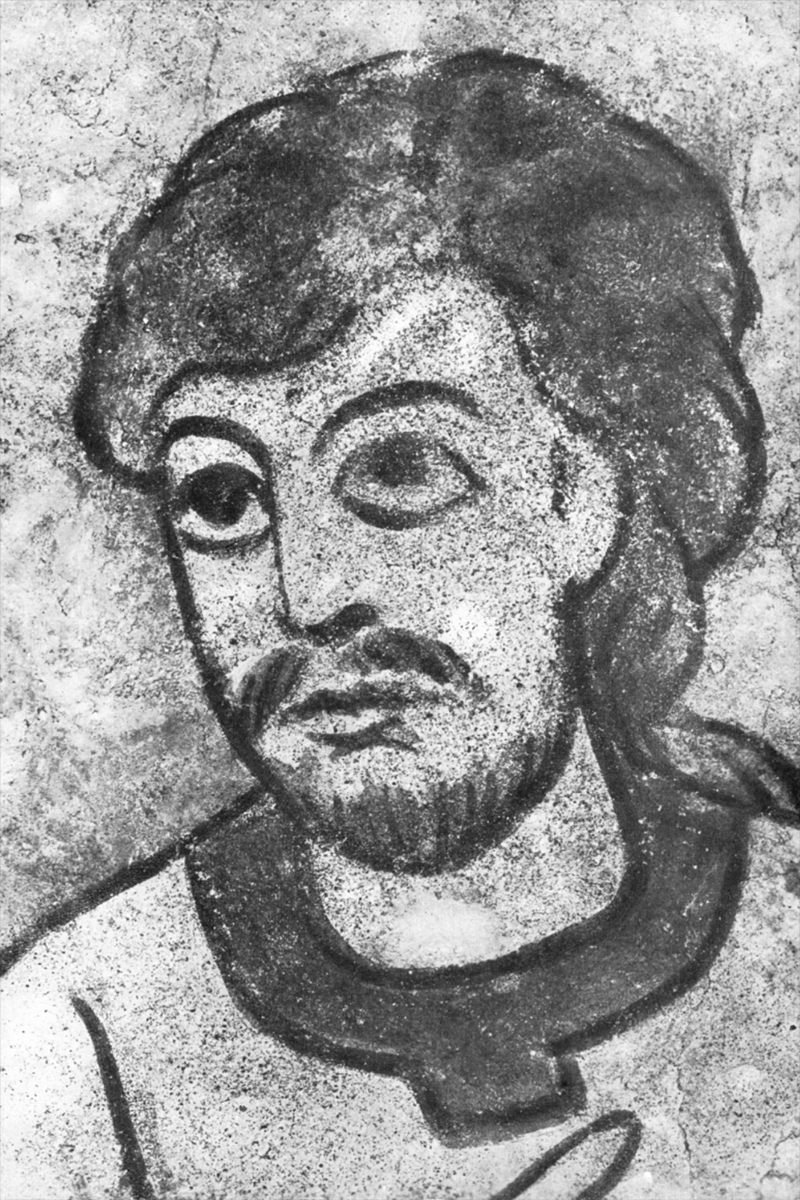
Ольдржих

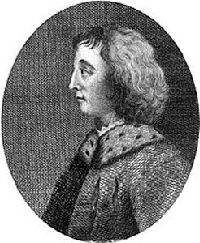
Малькольм II

- 9 ноября — Ольдржих — князь Чехии (1012—1033, 1034)
- 19 ноября — Дитрих II фон Веттин — граф Айленбурга с 1017 года, граф в Северном Гассегау и в гау Сиусули с 1021 года, маркграф Саксонской Восточной марки (как Дитрих I) c 1032 года.
- 25 ноября — Малькольм II — король Альбы (Шотландии) с 1005 года.

## Дата неизвестна или требует уточнения
- Адемар Шабанский — французский монах, хронист и композитор.
- Амлайб мак Ситрик — скандинавско-гэльский король Островов.
- Бенедикт Пустынник — первый словацкий мученик, ученик святого Сворада и покровитель Нитрянской епархии.
- Минучихр ибн Язид — Ширваншах (1027—1034).